# NGC 4458
NGC 4458 é uma galáxia elíptica (E) localizada na direcção da constelação de Virgo. Possui uma declinação de +13° 14' 32" e uma ascensão recta de 12 horas, 28 minutos e 57,7 segundos.
A galáxia NGC 4458 foi descoberta em 12 de Abril de 1784 por William Herschel.